# Maddington Falls
Maddington Falls, till 2015 Maddington, är en kommun i provinsen Québec i Kanada, vars huvudort är byn med samma namn. Den ligger i regionen Centre-du-Québec, i den sydöstra delen av landet, 290 km öster om huvudstaden Ottawa. Antalet invånare var 428 vid folkräkningen 2021. Landarean är 24 kvadratkilometer.